# Israel Quijandría
Israel Quijandría (Ica, Perú, 12 de agosto de 1949 - 19 de agosto de 2020) fue un futbolista peruano quien jugaba de defensa central. Era hermano de Guillermo Quijandría, también exfutbolista.

## Clubes
| Club                        | País | Temporada |
| --------------------------- | ---- | --------- |
| KDT Nacional                | Perú | 1969-1970 |
| Octavio Espinosa            | Perú | 1971      |
| Sport Boys                  | Perú | 1972-1973 |
| Colegio Nacional de Iquitos | Perú | 1974-1977 |
| León de Huánuco             | Perú | 1978-1979 |
| Melgar                      | Perú | 1980-1982 |
| Colegio Nacional de Iquitos | Perú | 1983-1984 |
| Asociación Deportiva Tarma  | Perú | 1985      |

## Palmarés

### Campeonatos nacionales
| Título           | Club   | País | Año  |
| ---------------- | ------ | ---- | ---- |
| Primera División | Melgar | Perú | 1981 |